# Turcmenigena
Turcmenigena is een kevergeslacht uit de familie van de boktorren (Cerambycidae). De wetenschappelijke naam van het geslacht werd voor het eerst geldig gepubliceerd in 1894 door Melgunov.

## Soorten
Turcmenigena is monotypisch en omvat slechts de volgende soort:
- Turcmenigena warenzowi Melgunov, 1894